# 秋田県立能代西高等学校
秋田県立能代西高等学校（あきたけんりつ のしろにしこうとうがっこう）は、秋田県能代市にあった公立高等学校。2021年に秋田県立能代工業高等学校への統合に伴い、閉校した。

## 設置学科
- 全日制課程
  - 総合学科

## 沿革
- 1945年（昭和20年）3月 - 能代市立女子実業学校（農業科・商業科）として開校。
- 1946年（昭和21年）6月 - 校舎を第二小学校より藤山（現能代商業高校地）に移転。
- 1947年（昭和22年）
  - 3月 - 能代市立女子実業学校から農業科が分離独立し、「秋田県立能代農業学校」として開校。
  - 8月 - 秋田県立能代農業学校を現在地に移転。
- 1948年（昭和23年）4月 - 新学制により、「秋田県立能代農業高等学校」に改称。
- 1950年（昭和34年）2月 - 農村家庭科を開設。
- 1953年（昭和37年）4月 - 農村家庭科を生活科に改称。
- 1970年（昭和45年）12月 - 新校舎を落成。
- 1978年（昭和53年）7月 - 第二体育館を落成。
- 1979年（昭和54年）8月 - 校訓（勤労至誠）を制定。
- 1984年（昭和59年）
  - 4月 - 農業科のコース制を導入（農業機械コース、園芸コース、農業経営コース） 。
  - 10月 - 昭和59年度秋田県学校林環境美化コンクール知事賞を受賞。
- 1988年（昭和63年）4月 - 学科編成により、農業科・園芸科・産業技術科・生活科学科の4学科・4学級となる。
- 1994年（平成6年）
  - 3月 - 自営者養成農業高等学校の指定を解除。
  - 4月 - 「秋田県立能代西高等学校」に改称。普通科（2学級）を新設。農業科・園芸科を農業科学科（1学級）に改編し、産業技術科の3学科4学級となる。
- 1998年（平成10年）4月 - 総合学科を開設し、総合学科一期生164名が入学。
- 2019年（令和元年）11月 - 吹奏楽部が第25回管楽合奏コンテスト全国大会高等学校S部門に初出場し、文部科学大臣賞・最優秀グランプリを受賞。
- 2020年（令和2年）11月 - 吹奏楽部が第26回管楽合奏コンテスト全国大会に2年連続で出場。
- 2021年（令和3年）3月31日 - 秋田県立能代工業高等学校への統合に伴い、閉校[1]。

## 部活動

### 運動部
- 硬式野球、自転車競技、陸上競技、ソフトテニス（男子・女子）、女子バドミントン、柔道、男子卓球、バスケットボール、女子卓球同好会

### 文化部
- 手芸・被服、演劇、文芸、JRC、茶道、写真、パソコン、吹奏楽、美術、書道同好会、農業クラブ、工業クラブ

## アクセス
- JR五能線 - 向能代駅から徒歩で15分